# Biga Çayı
Biga Çayı lub Granikos (gr. Γρανικός Granikós) lub Kocebas – rzeka w północno-zachodniej Turcji, uchodząca do Morza Marmara. Nazwa rzeki została przejęta do jęz. tureckiego jako Bigha-çay (çay to po turecku „rzeka”) z Pégai (z greki bizantyjskiej – „źródła”), przetłumaczonego z kolei z pierwotnego Granikos, pochodzącego od trackiego gran – „źródło”.
W roku 334 p.n.e. nad tą rzeką doszło do bitwy pomiędzy Macedończykami i Grekami (pod dowództwem Aleksandra Macedońskiego) a Persją. Bezapelacyjne zwycięstwo odniósł Aleksander Macedoński.